# Єрмолаєво (Куюргазинський район)
Єрмола́єво (рос. Ермолаево, башк. Ермолаевка) — село, центр Куюргазинського району Башкортостану, Росія. Адміністративний центр Єрмолаєвської сільської ради.
Населення — 6397 осіб (2010; 6342 в 2002).

## Видатні уродженці
- Недошивін Веніамін Георгійович — Герой Радянського Союзу.